# Destroyer (jeu vidéo)
Pour les articles homonymes, voir Destroyer.
Destroyer est un jeu vidéo de simulation de combat naval publié par Epyx en 1986 sur Amiga, Apple II, C64, IBM PC. Le jeu se déroule pendant la guerre du Pacifique de la Seconde Guerre mondiale et met le joueur aux commandes d’un destroyer de classe Fletcher de l’US Navy. Il propose trois niveaux de difficulté et sept missions dans lesquelles le joueur peut être amené à assurer la protection d’un convoi ou à chasser un sous-marin. Outre la navigation, le joueur doit notamment gérer le radar et le sonar de son navire ainsi que son armement, dont ses canons, ses batteries anti-aériennes, ses torpilles et ses charges sous-marines,.

## Accueil
| Destroyer                |      |       |
| Média                    | Pays | Notes |
| Commodore User           | GB   | 8/10  |
| Computer Gamer           | GB   | 80 %  |
| Computer and Video Games | GB   | 7/10  |
| Tilt                     | FR   | 16/20 |
| Zzap!64                  | GB   | 85 %  |